# Recall

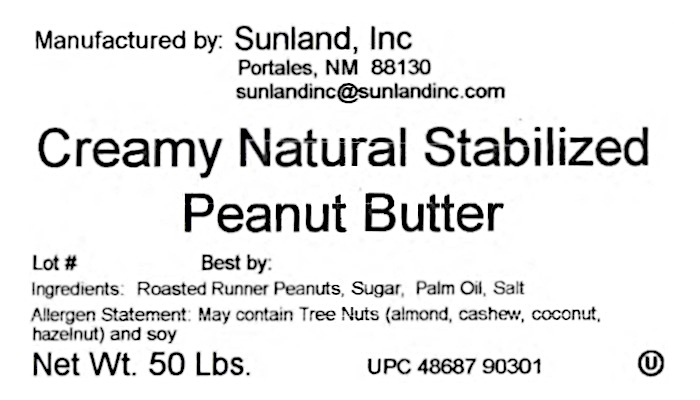
Rótulo de manteiga de amendoim que sofreu recall por suspeita de contaminação por salmonella em 2012.

O termo recall (recolha de produto (português europeu) ou chamamento (português brasileiro)) é uma palavra  inglesa que significa uma solicitação de devolução de um lote ou de uma linha inteira de produtos feita pelo próprio fabricante. Geralmente, isto ocorre pela descoberta de problemas relativos à segurança do produto.

## Visão geral
O recall é uma tentativa de limitar a responsabilidade por negligência corporativa (a qual pode motivar severas punições legais)  e aprimorar ou evitar danos à publicidade da empresa. Os recalls  custam caro para as empresas porque frequentemente envolvem a substituição do produto recolhido ou o pagamento pelos danos causados pelo uso do mesmo, embora possivelmente custem menos do que os custos indiretos que se seguem aos danos à imagem da empresa e a perda de confiança no fabricante.
Recalls são comuns na indústria automobilística, onde um defeito pode causar acidentes graves e mortes no trânsito; porém já há alguns anos tem sido estendidos a outros tipos de produtos, como medicamentos e até mesmo brinquedos.
As leis de defesa do consumidor de um país devem incluir orientações específicas a respeito de recalls, tais como o custo que o fabricante terá de arcar, situações nas quais o recall é compulsório (por conta da gravidade do problema, como ocorre com medicamentos), ou multas em caso do não cumprimento das exigências.  Os recalls também podem ser feitos voluntariamente pelos fabricantes, e nesta hipótese subentende-se que deveriam estar sujeitos às mesmas condições de um recall compulsório. Em alguns países, consumidores que não atenderem a um recall compulsório podem inclusive ser multados.

## No Brasil
No Brasil, o recall é normatizado Código de Defesa do Consumidor (Lei 8078/90), artigo 10º, parágrafo 1º.